# Carol Banawa
Carol Claire Banawa Aguilar (4 de marzo de 1981, Pasay), más conocida artísticamente como Banawa Carol, es una cantante y actriz filipina. Tiene dos hermanos, Alexander y Cherry, fue educada en Batangas y auto-confesó que la llamaban como el "patito feo-," Carol soñaba con tener una carrera musical a una edad muy temprana. Además su pensamiento que tenía didas pues su sueño se le ha hecho realidad, su familia optó por creer en su unidad para el éxito. Carol entró a un concurso de belleza durante finales del decenio de la década de los años 1980 cuando ella tenía ocho años de edad, este fue el comienzo de su camino al estrellato. Fue invitada para unirse a la nueva lista de ABS-CBN de estrellas orientados a los niños a través de la cadena "Ang TV" y se convirtió en una famosa estrella de la música de Filipinas en la música mainstream. Es una estrella más conocida como la Magic Lote 4.

## Vida personal
Carol comenzó a cantar cuando era sólo una niña cuando su familia se encontraba todavía en Arabia Saudita, al no tener amigos y siempre a la izquierda en casa, siempre se animaba a cantar para su mamá. Cuando ella y su familia volvió a su país de origen a las Filipinas, fue siempre que pidió cantar en reuniones sociales y pronto se encontró inmerso en el mundo del show-business. No es porque ella quería ser un "artista" (artista de cine o la celebridad). Nunca fue realmente interesada en convertirse en una esterlla más. Carol simplemente disfrutaba de cantar, bailar y actuar, teniendo en cuenta a todos como un hobby, algo como lo hizo en su tiempo parcial, porque era dar prioridad a sus estudios. Por desgracia, su hermano fue asesinado y su padre herido de gravedad por intoxicación por monóxido de carbono en un centro comercial y las cosas que había considerado como un pasatiempo se convirtió en su fuente de ingresos, y tuvo que abandonar la escuela.

## Discografía
En 1997, publicó para el 2000 Carol y su versión de reenvasados bajo los registros de Estrella, un registro de propiedad de la empresa ABS-CBN. Carol contiene principalmente fácil de escuchar música. Este álbum refleja mucho de su carácter una típica adolescente lentamente de las muchas formas de aprendizaje del mundo. En la versión de re-envasados, otros tres temas fueron incluidos. 

### Lista de pistas (versión original)
- Bakit 'Di Totohanin
- Kailan Nga Ba
- Es tiempo hasta
- Con esta canción
- Esperar y comprender
- Kanino Ba
- 'Pag Puso'y Nakialam
- ¿Qué es todo acerca de la vida
- Sana'y 'Di Ko Na Nakita
- Voy a estar allí

### Lista de pistas (versión reenvasado)
- Iingatan Ka
- Saan Ka Naroroon Hombre
- Sólo Mundial
- Bakit 'Di Totohanin
- Kailan Nga Ba
- Es tiempo hasta
- Con esta canción
- Esperar y comprender
- Kanino Ba
- 'Pag Puso'y Nakialam
- ¿Qué es todo acerca de la vida
- Sana'y 'Di Ko Na Nakita
- Voy a estar allí